# بیست و ششمین دوره جوایز بفتا
  بیستمین و ششمین دوره جوایز بفتا (به انگلیسی: 26st British Academy Film Awards)  در سال ۱۹۷۳ به افتخار فیلم ۱۹۷۲ در لندن برگزار شد .

## جوایز و نامزدها
| ۱۹۷۲ 26th | بهترین بازیگر نقش اول مرد |               |                        |                         |
| ۱۹۷۲ 26th | بهترین بازیگر نقش اول مرد | جین هکمن      | The French Connection  | Jimmy "Popeye" Doyle    |
| ۱۹۷۲ 26th | بهترین بازیگر نقش اول مرد | جین هکمن      | The Poseidon Adventure | Reverend Frank Scott    |
| ۱۹۷۲ 26th | بهترین بازیگر نقش اول مرد | مارلون براندو | پدرخوانده              | ویتو کورلئونه           |
| ۱۹۷۲ 26th | بهترین بازیگر نقش اول مرد | مارلون براندو | The Nightcomers        | Peter Quint             |
| ۱۹۷۲ 26th | بهترین بازیگر نقش اول مرد | جرج سی. اسکات | بیمارستان              | Dr. Herbert "Herb" Bock |
| ۱۹۷۲ 26th | بهترین بازیگر نقش اول مرد | جرج سی. اسکات | They Might Be Giants   | Justin Playfair         |
| ۱۹۷۲ 26th | بهترین بازیگر نقش اول مرد | رابرت شاو     | وینستون جوان           | Lord Randolph Churchill |

- بهترین بازیگر نقش اول زن    لیزا مینلی
- بهترین بازیگر نقش مکمل مرد  بن جانسون (بازیگر)
- بهترین بازیگر نقش مکمل زن  کلوریس لیچمن
- بهترین کارگردان  'باب فاس' برای فیلم کاباره
- بهترین فیلم کاباره
- جایزه بفتای بهترین فیلمنامه بیمارستان